# 名古屋市立西陵高等学校
名古屋市立西陵高等学校（なごやしりつ せいりょう こうとうがっこう, 英: Nagoya City Seiryo High School）は、愛知県名古屋市西区児玉二丁目にある市立の高等学校。

## 概要

### 設置課程・学科
全日制課程・総合学科
- アカデミー系列
- 健康スポーツ系列
- 国際ビジネス系列
- ビジネスマネジメント系列
- 情報メディア系列
- 介護福祉系列
- こども系列

## 沿革

### 旧制
- 1919年（大正8年）- 「名古屋市立第二商業学校」が開校[1]。
- 1944年（昭和19年）4月1日 - 教育ニ関スル戦時非常措置方策により、「名古屋市立第一工業学校」・「名古屋市立女子商業学校」に転換。
- 1946年（昭和21年）- 「名古屋市立第二商業学校」が復活（ただし市立一工・市立女子商も引き続き存続）。

### 新制
- 1948年（昭和23年）
  - 4月1日 - 学制改革により、新制高等学校「名古屋市立第二商業高等学校」・「名古屋市立第一工業高等学校」・「名古屋市立女子商業高等学校」が発足。
  - 10月1日 - 高校三原則に基づく公立高校再編によって、市立二商・市立女子商・市立一工・市立工芸の4高等学校が統合され、「名古屋市立西陵高等学校」となる。旧市立工芸校舎の現校地に移転。
- 1950年（昭和25年）4月1日 - 機械科・電気科・工業化学科を名古屋市立工業高等学校に移管。
- 1951年（昭和26年）4月1日 - 工業課程が分離し、名古屋市立工芸高等学校として独立。
- 1957年（昭和32年）4月1日 - 普通科の募集を停止し商業科のみに、「名古屋市立西陵商業高等学校」に改称。
- 2005年（平成17年）4月1日 - 商業科の募集を停止。総合学科に改組し、再び「名古屋市立西陵高等学校」に改称。
- 2007年（平成19年）
  - 3月31日 - 商業科を廃止。
  - 4月1日 - 3学年とも総合学科になる。

## 備考
全日制課程専門学科及び総合学科Aグループに属する。

## 教育目標
人類の平和と福祉をねがい、社会の有為な形成者としての資質をもち、創造力にあふれた誠実な人格を育成する。
1. 生徒の個性を伸ばし、科学的態度を育てるとともに、実践的、積極的な意欲を養う。
2. 生涯学習社会に適応できる基礎学力と進路に応じた専門的知識・技術を修得させる。
3. 健全な心身の育成に努め、豊かな情操と明朗な性格を育てる。

## 校訓
Study（勉学）・Sport（運動）・Solidarity（連帯） 3S精神（スリーエス・サンエス）

## 部活動
ラグビー部と、女子のバレーボール部（ビーチバレー）が全国大会で好成績を挙げている。
ラグビー部は第76回全国高等学校ラグビーフットボール大会（平成8年度（1997年1月））で全国優勝している。

## 著名な出身者
- 山本悍右（写真家　名古屋市立第二商業学校時代に在籍）
- ザ・ピーナッツ（伊藤エミ・ユミ　西陵商業高等学校時代に在籍　2年次修了時に中途退学）
- 芦沢孝子（女優　西陵商業高等学校時代に在籍）
- 石田大起（ラグビー日本代表　西陵商業高等学校時代に在籍）
- 石田元成（ラグビー日本代表　西陵商業高等学校時代に在籍）
- 吉田敏洋（競輪選手　西陵商高時代はラグビー部所属）
- 若松将弘（元 競輪選手　西陵商高時代はラグビー部所属）
- 水谷望愛（レースクイーン）
- 後藤和彦（ラグビー選手）
- 藤井淳（ラグビー日本代表）
- 渡邊友哉（ラグビー選手）
- 藤井諒（ラグビー選手）
- 磯辺裕太（ラグビー選手）
- 浜野達也（ラグビー選手）
- 平野叶翔（ラグビー選手）
- 牧野潔（元プロ野球選手　名古屋市立第二商業学校時代に在籍）
- 永田虹歩（ラグビー女子日本代表）